# فلسفه دین
فلسفهٔ دین شاخه‌ای از فلسفه مشتمل بر همه مباحث فلسفی است که بن‌مایهٔ آنها پرسش‌هایی‌است از دین یا دربارهٔ دین. 
بر اساس تعریف دانشنامه‌ٔ فلسفه‌ٔ استنفورد، فلسفهٔ دین عبارت است از بررسی فلسفی مضامین و مفاهیم دخیل در سنت‌های دینی و نیز تأملات فلسفی دربارهٔ موضوعاتی که در دین (به‌طور کلی و هر دینی) دارای اهمیتند ازجمله: ماهیت خود دین، مفاهیم جایگزین خدا یا حقیقت غایی، ویژگی‌های کلی هستی (به عنوان مثال، قوانین طبیعت، ظهور آگاهی) و رویدادهای تاریخی که وجه دینی می‌یابند (مانند هولوکاست). فلسفهٔ دین همچنین شامل بررسی و ارزیابی نگرش‌هایی (مانند طبیعت‌گرایی سکولار) است که جایگزینی برای جهان‌بینی دینی محسوب می‌شوند. فلسفهٔ دین شامل تمام حوزه های اصلی فلسفه است؛ یعنی متافیزیک، معرفت‌شناسی، نظریهٔ ارزش (شامل نظریهٔ اخلاق و اخلاق کاربردی)، فلسفهٔ زبان، علم، تاریخ، سیاست، هنر و غیره.
فلسفهٔ دین، ارزیابی مفاهیم و باورهای بنیادین سنت‌های دینی ویژهٔ جوامع مختلف است و موضوعات اصلی آن استدلال پیرامون طبیعت، وجود یا عدم وجود خدا، زبان دین، معجزه، دعا، مسئلهٔ شر، صفات خدا، پلورالیسم دینی، معرفت‌شناسی دینی و رابطه بین دین و دیگر نظام‌های ارزشی مانند اخلاق و علم تجربی است. فلسفهٔ دین با فلسفهٔ دینی متفاوت است؛ فلسفهٔ دینی فکر فلسفی‌ست که توسط دین هدایت می‌شود که نمونه‌هایی از آن را می‌توان در فلسفه مسیحی یا فلسفه اسلامی جستجو کرد، اما فلسفهٔ دین تبیین عقلانی ماهیت دین به خودی خود است، بنابراین برای مطالعهٔ فلسفهٔ دین نیازی به باورمندی به ادیان نیست. 

## تاریخ فلسفهٔ دین
اصطلاح فلسفهٔ دین، اصطلاحی‌است که از اواخر قرن هجدهم رایج گردیده‌است. این اصطلاح تحت تأثیر هگل رواج یافت که گونه‌های مختلف فلسفه را در نظام فکری خود وارد کرده بود. فلسفهٔ دین، با پرسش‌های بنیادی آغاز می‌شود که ادیان به وجود آورده‌اند. فلسفه‌ورزی در این پرسش‌ها بازتاب برداشت فیلسوف از کارکرد فلسفه‌است.
بخش مهمی از فلسفهٔ دین را دلایل وجود خدا و دلایل عدم وجود خدا تشکیل می‌دهند. سابقهٔ دلایل کیهان‌شناسانه وجود خدا به افلاطون و ارسطو می‌رسد که به مفهوم علت اول یا برهان علیت باور داشتند. مفهوم موجود کامل، مرکز ثقل دلایل وجودشناسانه است که نخستین بار توسط انسلم مطرح شد. دلایل عدم وجود خدا و رد ادلهٔ سنتی اثبات خدا نیز همواره مورد توجه فلسفهٔ دین بوده‌است.
معرفت‌شناسی باور دینی با این پرسش که رویکرد درست و مناسب برای ارزیابی باور دینی چیست و نیز با انجام خود این ارزیابی سروکار دارد. در بسیاری از این مباحث، بر تضاد میان نقش عقل انسان و وحی الهی تأکید می‌شود. در این باره، توماس آکوینی، کوشیده‌است ترکیبی از این دو به وجود آورد. کانت، در پی این بود که دین را تنها بر پایهٔ عقل بنیان نهد. کی‌یرکه‌گور باور دینی را پیرو موشکافی عقلی ساختن، مخل ایمان دینی اصیل دانسته‌است. معرفت‌شناسان اصلاحی، معتقدند که باورهای دینی، حتی اگر کسی دلیل و بَیِّنه‌ای بر آن نداشته باشد، قابل توجیه عقلی‌اند.